# 極東選手権競技大会陸上競技
極東選手権競技大会における陸上競技（きょくとうせんしゅけんきょうぎたいかいにおけるりくじょうきょうぎ）は、1913年の第1回大会から1934年の第10回大会までの全10大会において実施された。

## 歴代大会
| 大会 | 年          | 開催都市 | 開催国     | 種目数 | 優勝国     |
| ---- | ----------- | -------- | ---------- | ------ | ---------- |
| 1    | 1913 (詳細) | マニラ   | フィリピン | 17     | フィリピン |
| 2    | 1915 (詳細) | 上海     | 中国       | 17     | フィリピン |
| 3    | 1917 (詳細) | 東京     | 日本       | 18     | フィリピン |
| 4    | 1919 (詳細) | マニラ   | フィリピン | 18     | フィリピン |
| 5    | 1921 (詳細) | 上海     | 中国       | 18     | フィリピン |
| 6    | 1923 (詳細) | 大阪     | 日本       | 19     | 日本       |
| 7    | 1925 (詳細) | マニラ   | フィリピン | 19     | フィリピン |
| 8    | 1927 (詳細) | 上海     | 中国       | 19     | 日本       |
| 9    | 1930 (詳細) | 東京     | 日本       | 19     | 日本       |
| 10   | 1934 (詳細) | マニラ   | フィリピン | 19     | 日本       |